# Beta Esrael
Beta Esrael el. Beta Israel (Hebræisk: ביתא ישראל), også kendt under betegnelsen Falasha (amharisk for "fremmede", anvendt om gruppen af jødiske etiopiere) er jøder af etiopisk oprindelse. Etiopiske jøder samt yemenitiske jøder betegnes også Chabashim (fra Habesha). Den lovgivning, som staten Israel gennemførte i 1950 for at fremme genbosættelsen af jøder i den nyetablerede jødiske stat Israel, fik mere end 90.000 (over 85% af den samlede gruppe) til at emigrere til Israel, hovedsagelig under de migrationsbølger, der betegnes Operation Moses (1984) og Operation Solomon (1991), men migrationen fortsætter stadig, og der er i dag kun ganske få jøder tilbage i Etiopien. Den relaterede gruppe Falash Mura er etiopiske jøder, som konverterede til kristendommen, men som senere er vendt tilbage til den jødiske tro.
- Wikimedia Commons har flere filer relateret til Beta Esrael

| Religion | Spire Denne religionsartikel er en spire som bør udbygges. Du er velkommen til at hjælpe Wikipedia ved at udvide den. |